# (7406) 1988 TD
A (7406) 1988 TD a Naprendszer kisbolygóövében található aszteroida. Ueda Szeidzsi és Kaneda Hirosi fedezte fel 1988. október 3-án.